# Grugny
Grugny ist eine französische Gemeinde mit 1.009 Einwohnern (Stand: 1. Januar 2022) im Département Seine-Maritime in der Region Normandie. Sie gehört zum Arrondissement Rouen und zum Kanton Bois-Guillaume (bis 2015: Kanton Clères).

## Geographie
Grugny liegt etwa 20 Kilometer nördlich von Rouen. Umgeben wird Grugny von den Nachbargemeinden Frichemesnil im Norden und Osten, Clères im Süden sowie La Houssaye-Béranger im Westen.

## Bevölkerungsentwicklung
| 1962                      | 1968 | 1975 | 1982 | 1990 | 1999 | 2006 | 2013 |
| ------------------------- | ---- | ---- | ---- | ---- | ---- | ---- | ---- |
| 1333                      | 1526 | 1500 | 1412 | 1181 | 972  | 914  | 935  |
| Quelle: Cassini und INSEE |      |      |      |      |      |      |      |

## Sehenswürdigkeiten
- Kirche Saint-Avoye aus dem 13. Jahrhundert mit Umbauten aus dem 17. Jahrhundert